# Memphis Industries
Memphis Industries ist ein britisches Independent-Label mit Sitz in Islington, London, England. Gegründet wurde das Label 1998 von den Brüdern Ollie und Matt Jacob. Die erste Veröffentlichung auf Memphis Industries war die Debüt-EP der Band Blue States. Die derzeit bekannteste Band auf Memphis Industries sind The Pipettes.

## Künstler
- Absentee
- Arthur & Yu
- Dungen
- The Black Neon
- The Pipettes
- Le Loup
- Bricolage
- The Russian Futurists
- Blue States
- El Perro del Mar
- The Shaky Hands
- The Ruby Suns
- Field Music
- School of Language
- Fort Lauderdale
- The Go! Team
- J. Xaverre
- Jukeboxer
- Tokyo Police Club
- The Squire of Somerton
- Broadway Project